# Trofeo Matteotti 1974
Il Trofeo Matteotti 1974, ventinovesima edizione della corsa, si svolse il 28 luglio 1974 su un percorso di 216 km. La vittoria fu appannaggio dell'italiano Franco Bitossi, che completò il percorso in 5h49'09", precedendo i connazionali Francesco Moser e Giovanni Battaglin.

## Ordine d'arrivo (Top 10)
| Pos. | Corridore          | Squadra            | Tempo    |
| ---- | ------------------ | ------------------ | -------- |
| 1    | Franco Bitossi     | Scic               | 5h49'09" |
| 2    | Francesco Moser    | Filotex            | s.t.     |
| 3    | Giovanni Battaglin | Jollj Ceramica     | s.t.     |
| 4    | Roger De Vlaeminck | Brooklyn           | s.t.     |
| 5    | Ole Ritter         | Filotex            | a 0'15"  |
| 6    | Aldo Parecchini    | Brooklyn           | a 0'20"  |
| 7    | Enrico Paolini     | Scic               | s.t.     |
| 8    | Marino Basso       | Bianchi-Campagnolo | s.t.     |
| 9    | Giancarlo Polidori | Dreherforte        | s.t.     |
| 10   | Pierino Gavazzi    | Jollj Ceramica     | s.t.     |